# Saint-Just, Dordogne
Saint-Just är en kommun i departementet Dordogne i regionen Nouvelle-Aquitaine i sydvästra Frankrike. Kommunen ligger i kantonen Montagrier som tillhör arrondissementet Périgueux. År 2022 hade Saint-Just 145 invånare.

## Befolkningsutveckling
Antalet invånare i kommunen Saint-Just
Referens:INSEE